# Харкевич, Валериан
Валериан Харкевич (пол. Walerian Charkiewicz; 1890 — 24 июня 1950, Лондон) — польский историк, поэт и писатель, публицист.

## Биография
Выпускник Университета Стефана Батория в Вильно. В 1928 году получил степень доктора наук.
Выступал с публицистическими статьями в еженедневной газете „Słowo“ («Слово») под редакцией Станислава Мацкевича. В 1933 году совместно с несколькими писателя под групповым псевдонимом Фелиция Романовская публиковал в газете «Слово» частями детективно-сатирический «Виленский криминальный роман» („Wileńska powieść kryminalna“), в том же году опубликованный в книжном варианте.
Участник Сентябрьская кампания 1939 года. Тогда же был взят в плен частями РККА и содержался в лагерях НКВД СССР в Козельске и Грязовце под Вологдой.
С осени 1941 года — руководитель бюро исторических исследований в армии генерала Андерса.
После окончания Второй мировой войны проживал в эмиграции в Великобритании.
Был первым редактором польского еженедельника „Od A do Z“.
Как историк занимался историей религии и взаимоотношениями разных конфессий в Великом княжестве Литовском XVI—XVII веков, историей магнатов восточных кресов Речи Посполитой, историей поляков во время Второй мировой войны.

## Избранные публикации
- Placyd Jankowski: życie i twórczość, 1928.
- Scypion ruski. Konstanty Iwanowicz Ostrogski, 1929.
- Bez stresu i busoli: sylwetka ks. prof. Michała Bobrowskiego, 1929.
- Przyczynek do dziejów Sióstr Miłosierdzia w Wilnie, 1935.
- O mistrzu Andrzeju i Matce Makrynie, 1935.
- Ostatnie lata alumnatu papieskiego w Wilnie, Wilno 1929.
- U grobu unji kościelnej, Kraków 1926.
- Zmierzch unji kościelnej na Litwie i Białorusi, Wilno 1929.
- Borowski Kasper. W: Polski Słownik Biograficzny. T. 2